# Treball digital
El treball digital, o digital labor en anglès, designa el conjunt de les activitats digitals que poden assimilar-se a un treball perquè produeixen del valor. L'expressió anglesa és sovint emprada tal quina en català, per raó de les connotacions específiques al terme labor (que designa un treball patit més que una feina remunerada).
Amazon Mechanical Turk, el servei de crowdsourcing d'Amazon, és un exemple de treball numèric.
El debat sobre el treball digital part de la idea que en l'Economía Digital, les grans empreses del web generen benefici explotant el treball no remunerat dels usuaris. L'activitat en línia crea contingut que successivament és explotat per les grans plataformes web per generar benefici. S'arribaria així a una nova forma d'explotació en el sentit marxista del terme.